# Gabriel Bá
Gabriel Bá (San Paolo, 5 giugno 1976) è un fumettista e blogger brasiliano.
Vincitore di numerosi premi, è conosciuto principalmente per i suoi disegni di The Umbrella Academy e Casanova. Collabora frequentemente col fratello gemello Fábio Moon, che gestisce insieme a lui due blog.

## Biografia
Gabriel e il fratello hanno iniziato insieme la carriera nel 1993 con alcune autoproduzioni e già nel 1997 hanno richiamato l'attenzione del pubblico grazie alla fanzine underground indipendente 10 Pãezinhos: la prima miniserie, O Girassol e a Lua (Il Girasole e la Luna), è diventata un punto di riferimento tra le fanzine in Brasile al punto da essere ristampata sotto forma di graphic novel nel 2000. Successivamente saranno pubblicati altri 4 volumi tratti dalla medesima fanzine: Meu Coração, Não Sei Por Quê (Cuore mio, non so perché), Crìtica, Mesa para Dois (Tavolo per Due) e Fanzine.
Nel 1999 si sono spostati negli Stati Uniti per collaborare alla miniserie Roland - Days of Wrath, scritta e prodotta da Shane Amaya. Negli anni successivi hanno contribuito all'antologia Autobiographix per la Dark Horse Comics (2003), hanno pubblicato Ursula (2004) e hanno lavorato all'antologia western Gunned Down di nuovo con Shane Amaya.
Oltre alla collaborazione con le case editrici, hanno continuato ad essere molto attivi nel mercato indipendente lanciando diverse riviste: One Day, One Night (2006), Rock'n'Roll (pubblicata originariamente in Brasile nel 2004 e successivamente ripresa dalla Image Comics per il mercato americano) e 5 (2007) (in collaborazione con Rafael Grampá, Becky Cloonan e Vasilis Lolos).
Nel 2006 Booklist ha proclamato De: Tales (Dark Horse) tra i 10 migliori graphic novel dell'anno.
Gabriel e Fabio hanno poi disegnato Casanova (Image Comics), scritto da Matt Fraction, alternandosi nei vari cicli narrativi: il primo, Luxuria, si deve a Gabriel.
Nel 2007 hanno pubblicato un adattamento a fumetti de L'alienista, libro di Joaquim Maria Machado de Assis.
Nel 2008 Gabriel ha disegnato The Umbrella Academy, scritto da Gerard Way e colorato da Dave Stewart. Sempre quell'anno ha ottenuto il premio Jabuti per O alienista.
Per l'etichetta Vertigo della DC Comics, Gabriel e Fabio hanno creato Daytripper (in collaborazione con Dave Stewart). Per la Dark Horse hanno disegnato B.P.R.D.: 1947, scritto da Mike Mignola e Josh Dysart. Tengono una striscia domenicale sul quotidiano di San Paolo Folha de São Paulo chiamata Quase Nada (Quasi Niente) e una pagina di fumetti nella rivista mensile Stagione Sao Paulo.

## Produzione parziale
- Ursula (Lain, 2005)
- Casanova: Luxuria: edizione originale Image Comics (saldaPress, 2009) ed edizione a colori Icon Comics (Panini Comics, 2011)
- Pixu - Il marchio del maligno (Comma 22, 2010)
- The Umbrella Academy (Magic Press)
- B.P.R.D.: 1947 (Magic Press)
- Daytripper (Planeta DeAgostini)
- Due Fratelli (Bao Publishing)

## Riconoscimenti
Eagle Award
- 2011 - Favourite New Comicbook (Daytripper)
- 2011 - Favourite Single Story (Daytripper #8)

Eisner Award
- 2008 - Migliore miniserie (The Umbrella Academy: Apocalypse Suite)
- 2008 - Migliore antologia (5)
- 2011 - Migliore serie limitata o saga (Daytripper)

Harvey Awards
- 2008 - Best New Series (The Umbrella Academy)
- 2009 - Best Artist or Penciller (Umbrella Academy)
- 2011 - Best Single Issue or Story (Daytripper)

Prêmio Angelo Agostini
- 2004 - Melhor Roteirista (con Fábio Moon)
- 2005 - Melhor Desenhista (con Fábio Moon)
- 2006 - Melhor Desenhista (con Fábio Moon)

Prêmio HQ Mix
- 1999 - Desenhista Revelação (con Fábio Moon), Melhor Fanzine (10 Pãezinhos)
- 2003 - Melhor Blog de Artista (Os Loucos Underground)
- 2004 - Melhor Edição Especial Nacional (10 Pãezinhos: Crìtica)
- 2004 - Melhor Blog de Artista (Os Loucos Underground)
- 2004 - Melhor Desenhista Nacional (con Fábio Moon)
- 2005 - Melhor Blog de Artista (Os Loucos Underground)
- 2006 - Melhor Edição Especial Nacional (10 Pãezinhos: Mesa para dois)
- 2006 - Melhor Revista Independente (10 Pãezinhos: Um dia, uma noite)
- 2006 - Melhor Blog de Artista (Os Loucos Underground)
- 2006 - Melhor Desenhista Nacional (con Fábio Moon)

Premio Jabuti
- 2008 - Melhor livro didático e paradidático de ensino fundamental ou médio (O Alienista)

Scream Award
- 2008 - Best comicbook artist